# 丘本
丘本，《三國演義》中出現的虛構人物，在魏滅漢之戰中擔任鄧艾的監軍（正史中監軍是衛瓘）。在綿竹時建議鄧艾寫封信向諸葛瞻勸降，遭到拒絕後，便進言改用奇兵取勝。